# Athmallik
Athmallik es una ciudad y Nagar Panchayat situada en el distrito de Angul en el estado de Odisha (India). Su población es de 12298 habitantes (2011). Se encuentra a orillas del río Mahanadi, a 235 km de Bhubaneswar y a 200 km de Cuttack.

## Demografía
Según el censo de 2011 la población de Athmallik era de 12298 habitantes, de los cuales 6290 eran hombres y 6008 eran mujeres. Athmalliktiene una tasa media de alfabetización del 78,57%, superior a la media estatal del 72,87%: la alfabetización masculina es del 86,44%, y la alfabetización femenina del 70,41%.